# فلج تاد
فلج تاد (به انگلیسی: Todd's paresis) در برخی از افرادی که مبتلا به انواع خاصی از صرع هستند اتفاق می‌افتد. این عارضه در افرادی که صرع ندارند نیز اغلب به دلیل ضربه شدید و مکرر به سر و دلایل مجهول دیگری ممکن است رخ دهد. این وضعیت پس از حملهٔ تشنجی باعث می‌شود فرد دچار مشکلاتی همانند بی‌حسی در کل یا قسمتی از بدن، ناتوانی در گفتار، ناتوانی در دید و عدم حرکت کل یا بخشی از بدن فرد بیمار به ویژه دست و پا شود .صرع نوعی بیماری است که باعث ایجاد فعالیت الکتریکی در مغز شده و می‌تواند برای مدت کوتاهی عملکرد آن را متوقف سازد. هیچ دلیل مشخصی برای فلج تاد وجود ندارد و علائم آن با توجه به بخشی از مغز که تحت تأثیر قرار می‌گیرد، متفاوت خواهد بود. فلج تاد اکثراً در افراد مبتلا به صرع و پس از تشنج و حملات عصبی ناشی از صرع رخ می‌دهد. اما گاهی در افرادی که به بیماری صرع مبتلا نیستند هم رخ می‌دهد که در این صورت یا به دلیل ضربات وارد شده به مغز است یا دلایل نا مشخصی دارد. 

## علت
هنوز علت مشخصی برای فلج تاد یافت نشده اما گفته می‌شود فلج تاد نوعی بهبودی پس از تشنج و حملات عصبی است که باعث می‌شود بدن خود را به حالت اولیه بازگرداند. به همین دلیل به آن فلج بهبود دهنده هم گفته می‌شود.

## چگونگی
این حمله معمولاً فرد را دچار مشکلاتی مانند: بی‌حسی در کل یا قسمتی از بدن، ناتوانی در گفتار، ناتوانی در دید و عدم حرکت کل یا بخشی از بدن فرد بیمار به ویژه دست و پا شود. فلج تاد به‌طور معمول در یک طرف بدن تأثیر گذاشته و موجب ضعف و از دست دادن حس می‌شود، همچنین ممکن است گفتار فرد را نیز با مشکل مواجه سازد. سکته مغزی هم تمام این علائم را دارا می‌باشد، از این رو می‌توانند با هم اشتباه گرفته شوند اما درمان آن‌ها کاملاً متفاوت می‌باشد. سکته مغزی یک وضعیت پزشکی بوده که نیاز به مراقبت اورژانسی دارد. این وضعیت برای بهبودی به زمان نیاز داشته و بسیاری از افراد مبتلا به آن نیاز به توانبخشی دارند. توانبخشی ممکن است به آن‌ها کمک کند تا به زندگی عادی خود برگردند. در مقابل، فلج تاد پس از مدت زمان نسبتاً کوتاهی از بین رفته و معمولاً اثر ماندگاری ندارد. این بیماری به صرع مرتبط است، وضعیتی که در بیشتر موارد قابل مدیریت است.

## مدت زمان
فلج تاد معمولاً بین نیم تا ۳۶ ساعت طول می‌کشد. میانگین زمان آن ۱۵ ساعت است. بعد از گذشت زمان آن فردی که دچار این مشکل شده به‌طور کامل به حالت اولیه خود بازمی‌گردد.

## درمان
در حال حاضر هیچ درمانی برای فلج تاد وجود ندارد، با این حال ، کنترل تشنج‌های فرد، تعداد دفعات ایجاد فلج تاد را کاهش خواهد داد. درمان صرع به از بین بردن یا کاهش تشنج بستگی دارد. داروهایی که میزان مواد شیمیایی موجود در مغز را تغییر می‌دهند، در حدود ۷۰ درصد به افرادی که در معرض تشنج قرار دارند، کمک خواهند کرد. برخی از افراد مبتلا به صرع می‌توانند پیش از بروز تشنج با علائمی مانند بی خوابی متوجه آن شوند و بدین صورت از تشنج جلوگیری نمایند. برخی از افراد نیز ممکن است قادر به تشخیص زمان تشنج نباشند. از علائم این اخطار می‌توان به موارد زیر اشاره کرد:
- بو یا طعم غیرطبیعی
- احساس شدید ترس یا حیرت
- احساس نامطلوب در معده

اگر فرد مبتلا به صرع احساس کند که زمان تشنج نزدیک است، باید سعی کند موقعیت خود را به جایی برساند که در معرض آسیب نباشد. در صورت ابتلا به این بیماری، افراد باید به دنبال درمان پزشکی باشند.